# Casa Xanet
La Casa Xanet és una obra de la Vall de Boí (Alta Ribagorça) inclosa a l'Inventari del Patrimoni Arquitectònic de Catalunya.

## Descripció
Unitat tipològica agrícola i ramadera formada de casa, paller, cobert i era. Aquesta ocupa el centre de la unitat i per aquí s'accedeix a la casa i s'hi ubica el cobert, el paller (sota l'estable). Cal destacar el cobert realitzat amb fusta. El paller és de pedra i coberta a doble vessant. La casa té dos pisos d'alçada i obertures distribuïdes de forma força regular, per les seves característiques constructives poden remetre'ns a la cas Bernat (vegeu fitxa).